# Batutulis (Jonggat)
Batutulis is een bestuurslaag in het regentschap Centraal-Lombok van de provincie West-Nusa Tenggara, Indonesië. Batutulis telt 2693 inwoners (volkstelling 2010).